# Imbecilla rhyncosiae
Imbecilla rhyncosiae är en insektsart som beskrevs av Einyu och M. Firoz Ahmed 1983. Imbecilla rhyncosiae ingår i släktet Imbecilla och familjen dvärgstritar.
Artens utbredningsområde är Uganda. Inga underarter finns listade i Catalogue of Life.